# Koński Smug
Koński Smug (deutsch Hengst-Wiese) ist eine Insel im Rückseitendelta der Swine in Polen. Sie liegt südlich des Dorfes Przytór (Pritter) zwischen  den Swinearmen Wielka Struga und Leśnica sowie dem Jezioro Wicko Wielkie (Großen Vietziger See). Die Insel ist unbewohnt und steht wegen ihrer vielen Tierarten besonderen Schutz bietenden Natur (insbesondere Vogelbrutgebiete) unter Naturschutz.